# Абдуррахман аль-Аузаи
Абу́ А́мр Абдуррахма́н ибн Амр аль-Ауза́и (араб.  أبو عمرو عبد الرحمن بن عمرو الأوزاعي‎; 704, Баальбек, Омейядский халифат — 774, Бейрут, Аббасидский халифат) — исламский учёный-богослов, правовед из поколения учеников табиинов и один из самых авторитетных богословов Шама всех времён. Основатель и эпоним аузаитского мазхаба.

## Происхождение
Происхождение нисбы Аль-Аузаи связано с названием одного из арабских племён, относящихся к большой группе племён хамдан. Некоторые считали, что имам аль-Аузаи был родом из этого племени. Аль-Бухари и другие не разделяли этой точки зрения, полагая, что нисба Аль-Аузаи произошла от названия небольшого поселения в окрестностях Дамаска, где проживал учёный. Абу Зура ад-Димашки сообщил, что поначалу Аль-Аузаи звали Абдул-Азизом, а потом он взял себе имя Абдуррахман, а его предки были родом из Синда. Он рано потерял отца и вырос под присмотром одного из старейшин города.

## Образование и деятельность
Будучи подростком, аль-Аузаи отправился в Ямаму, где познакомился с Яхьёй ибн Абу Касиром. Он обучался у него некоторое время, записав приобретённые знания в тринадцать или четырнадцать книг. Впоследствии эти книги сгорели, а их копии, сделанные учениками имама, так и не были проверены им. Видя способности аль-Аузаи к обучению, Яхья ибн Абу Касир рекомендовал ему отправиться в Басру и перенять знания от аль-Хасана аль-Басри и Мухаммада ибн Сирина. Когда аль-Аузаи прибыл туда, аль-Хасан уже скончался, а Ибн Сирин был тяжело болен. Юноша навестил больного учёного, но спустя несколько дней тот умер, и он не услышал хадисов от него.
Аль-Аузаи обучался у Аты ибн Абу Рабаха, Абу Джафара аль-Бакира, Амра ибн Шуайба, Макхула, Катады, аз-Зухри и многих других табиинов. От его имени знания передавали Шуба ибн аль-Хаджжадж, Суфьян ас-Саури, Малик ибн Анас, Абдуллах ибн аль-Мубарак, Абу Исхак аль-Фазари и Исмаил ибн Айяш, Бакийя ибн аль-Валид и Яхья аль-Каттан. Ибн Шихаб аз-Зухри и Яхья ибн Абу Касир, будучи учителями аль-Аузаи, пересказывали услышанные от него хадисы. Имам аль-Аузаи считается первым учёным Шама, написавшим полноценный богословский труд. Он зарабатывал на жизнь составлением писем и переписыванием текстов
Авторитет аль-Аузаи в мусульманском богословии очень велик. Исмаил ибн Айяш рассказывал: «В 140 году (757/8) я слышал, как люди называли аль-Аузаи [величайшим] учёным уммы того периода». Абдуррахман ибн Махди говорил: «Было время, когда [настоящих] учёных было четверо: Хаммад ибн Зейд в Басре, ас-Саури в Куфе, Малик в Хиджазе и аль-Аузаи в Шаме».
Али ибн Баккар рассказывал, что Абу Исхак аль-Фазари сказал: «Я не видел подобных аль-Аузаи и ас-Саури. Что касается аль-Аузаи, то он был человеком [открытым] для всех, а ас-Саури был более замкнутым. Если бы я выбирал имама для этой уммы, то выбрал бы аль-Аузаи».
Имам Ахмад рассказывал: «Как-то раз Суфьян ас-Саури и аль-Аузаи вошли к Малику, а когда они вышли от него, тот сказал: „Один из них знает больше своего товарища, но не достоин быть имамом, а другой достоин этого“». Под последним он имел в виду аль-Аузаи".
Передают, что Ибн аль-Мубарак сказал: «Если бы мне предложили выбрать [имама] для этой уммы, я выбрал бы Суфьяна ас-Саури и аль-Аузаи. А если бы мне предложили выбрать одного из них, то я выбрал бы аль-Аузаи, потому что он был более мягким человеком».
Салих ибн Яхья в книге «История Бейрута» пишет: «аль-Аузаи обладал большим авторитетом в Шаме. Его уважали больше, чем правителей. Он является автором книг по мусульманскому праву (фикху). Сообщается, что он ответил на все 70000 тысяч вопросов, которые люди задали ему. До ал-Хакама ибн Хишама в Андалусии решения принимались на основании его иджтихада».
Ибн Сад аль-Багдади сказал: «Аль-Аузаи — выдающийся учёный, обладавший обширными знаниями, знаток исламского права, знающий очень много хадисов, надёжный, правдивый и заслуживающий доверия передатчик хадисов».
Богословское наследие аль-Аузаи широко освещено в трудах по мусульманскому праву. В своё время взгляды учёного сложились в самостоятельный мазхаб, последователи которого были в Шаме и в Андалусии. В Шаме и Северной Африке мазхаб аль-Аузаи был главным до того, как там распространился маликитский мазхаб. Впоследствии этот мазхаб исчез, но его суждения и сегодня рассматриваются наряду со мнениями четырёх суннитских имамов. В конце своей жизни аль-Аузаи переехал в Бейрут, где ему предложили должность кадия. Но он отказался и продолжал преподавать богословие вплоть до своей смерти.

## Богобоязненность и благонравие
Имам аль-Аузаи прославился не только глубокими познаниями в шариатских дисциплинах, но и любовью к поклонению. Абу аль-Башар ибн аль-Мунзир сказал: «Я видел аль-Аузаи. Он был слеп словно от смирения перед Аллахом». Аль-Валид ибн Мазид говорил: «Я не видел никого, кто проявлял бы больше усердия в поклонении, чем аль-Аузаи». Абу Масхар сказал: «аль-Аузаи проводил ночи совершая намаз, читая Коран и плача [из покорности перед Аллахом]».
Ал-Валид ибн Мазид пересказывал его слова: «Люди говорили: „Горе тем, кто рассуждает о религии, не усердствуя в поклонении, и тем, кто разрешает запретное, опираясь на сомнительные доводы“».
Ал-Валид ибн Мазид сказал: «Он был сиротой и вырос в бедности под опекой своей матери, но получил воспитание, которое даже султаны не могли дать своим детям. Я никогда не слышал от него пустословия. Он говорил лишь то, что нужно было его собеседнику, и то, в чём тот нуждался. Я никогда не видел, чтобы он громко смеялся. Когда он говорил о последней жизни, все вокруг плакали».
Сообщается, что аль-Аузаи говорил: «Кто часто вспоминает о смерти, тому достаточно и малого, а кто знает, что его слова относятся к его деяниям, тот говорит мало». Он также говорил: «Кто долго молится по ночам, тому Аллах облегчит стояние в день воскресения».

## Смерть
Абу Амр аль-Аузаи скончался в Бейруте в месяце сафар в 774 г. Наложив краску на бороду, он вошёл в баню, отапливаемую углями, а хозяин бани закрыл за ним дверь снаружи. Внезапно он стал задыхаться и попытался открыть дверь, но не сумел сделать этого. Люди нашли его тело распростёртым в направлении киблы. Так же сообщается, что дверь непреднамеренно закрыла его жена. Сообщается, что он получил от омейядских и аббасидских халифов семьдесят тысяч динаров, но когда он умер, у него осталось всего семь динаров, причём у него не было ни дома, ни земельного участка, а всё своё имущество он потратил на благотворительность.
В ночь, когда скончался аль-Аузаи, один из жителей Куфы увидел странный сон. Мухаммад ибн Убайд ат-Танафиси рассказывал: «Я находился рядом с Суфьяном ас-Саури, когда к нему пришёл человек и сказал: „Я видел во сне, как на западе душистый цветок взошёл [на небо]“. Суфьян сказал: „Если твой сон правдив, то умер аль-Аузаи“. Люди написали ему, и оказалось, что он умер в тот самый день».
На похоронах учёного собралось великое множество людей. В знак признательности проводить его в последний путь вышли четыре общины Бейрута: мусульмане, христиане, иудеи и копты.